# Thierry Lepaon
Thierry Lepaon, né le 31 janvier 1960 à Caen, est un syndicaliste français. Ancien salarié de Moulinex, il a exercé la fonction de secrétaire général de la Confédération générale du travail (CGT), du 22 mars 2013 au 7 janvier 2015.

## Biographie

### Parcours professionnel
Originaire de Normandie, fils d'un maçon et d'une cuisinière, Thierry Lepaon entre dans la vie active à l'âge de 17 ans. 
Ouvrier soudeur à l'usine Caterpillar près de Caen, il adhère à la CGT et crée une section syndicale dans son entreprise. Son activité lui vaut, selon son témoignage, d'être licencié en 1979. Il retrouve du travail dans une grande entreprise de la région caennaise, Spie Batignolles, dont il est licencié en 1981.
En 1983, il entre chez Moulinex à Cormelles-le-Royal. En 1986, il est élu à la Commission exécutive de la fédération CGT des travailleurs de la métallurgie puis devient, en 1990, secrétaire de l'Union locale CGT de Caen.
Délégué syndical central de son entreprise, il est confronté au dépôt de bilan du fabricant d'électroménager en 2001. La reprise de la marque par le concurrent SEB se solde par le licenciement de plus de 3 000 salariés. La lutte syndicale pour sauver des emplois et obtenir des reclassements le propulse sur le devant de l'actualité sociale, mais son rôle dans ce combat est contesté par d'anciens salariés de Moulinex et d'autres organisations syndicales qui critiquent son opportunisme personnel au détriment de l'obtention d'indemnisations pour les salariés licenciés.
Il devient alors secrétaire général de l'Union départementale du Calvados.
En 2006, il est secrétaire régional de la CGT pour la Basse-Normandie. Cette même année, au 48e congrès de la CGT tenu à Lille, il est élu à la Commission exécutive de la centrale syndicale. Appartenant à la fédération CGT de la métallurgie, il y est présenté par l'Union départementale du Calvados. Il y est réélu lors du 49e Congrès (Nantes), tenu en décembre 2009. Il est également désigné par la CGT pour faire partie du Conseil d'orientation pour l'emploi, institué auprès du Premier ministre. Il y siège jusqu'en 2011.
En 2008, il conduit la délégation de la CGT dans les négociations sur la réforme de la formation professionnelle.
En 2010, il est désigné par la CGT pour siéger au Conseil économique, social et environnemental, au titre de représentant des salariés. Il y préside le groupe de sa centrale syndicale. Il y siège jusqu'en avril 2013.

### À la tête de la Confédération générale du travail
En octobre 2012, la Commission exécutive (CE) de la Confédération générale du travail (CGT) propose Thierry Lepaon pour succéder au secrétaire général sortant Bernard Thibault, lors du 50e Congrès du syndicat, en mars 2013. Ce choix, confirmé le 6 novembre 2012 par le Comité confédéral national (CCN), se fait aux termes d'une crise de succession de 9 mois, ayant vu le rejet de la candidate souhaitée par Bernard Thibault, Nadine Prigent. Cette nomination d'un ouvrier métallurgiste, issu du secteur privé, à la tête du syndicat, intervient après la mandature de deux secrétaires généraux provenant du secteur public. Lepaon n'appartenait pas au Bureau confédéral, dont le nombre des membres avait été réduit lors de son renouvellement en 2009.
Le 22 mars 2013, il est élu secrétaire général de la CGT lors du 50e congrès de la Confédération syndicale, à Toulouse.
Mais, comme Thierry Lepaon a été choisi par défaut, sa légitimité est régulièrement contestée au sein de son organisation. Sur fond de tensions internes fortes,, la presse relève successivement entre octobre et décembre 2014 que Lepaon aurait fait réaliser des travaux d’aménagement dans son appartement de fonction loué par la CGT, facturés plus de 100 000 € au syndicat,, que le bureau qu'il occupe au siège de la CGT aurait été rénové pour un montant de 62 000 € environ, en début d'année 2014, et qu'avant d'accéder au poste de secrétaire général de la CGT en 2013, Lepaon a perçu 100 830 € d'indemnité de départ de la CGT Basse-Normandie qui l'employait, alors qu'il ne quittait pas la CGT,. 
Thierry Lepaon affirme avoir ignoré le montant des travaux, mais le trésorier, Éric Lafont, démissionne le 9 décembre 2014 de son poste d'administrateur de la CGT et le secrétaire général convoque le « parlement » de la Confédération le 13 janvier suivant, alors que plusieurs puissantes fédérations (Services publics, Santé, Commerce, Métallurgie, Mines-énergie...) demandent sa démission,,.
Le 6 janvier 2015, Lepaon remet son mandat au Comité confédéral national, le « parlement » de la CGT ; le lendemain, il démissionne. Le 14 avril 2015, une enquête interne de la CGT le blanchit, considérant que les travaux « ont été réalisés en dehors de la responsabilité du secrétaire général ». En 2016, il est toujours salarié de la CGT (4 200 € nets par mois), logé par elle (2 000 € nets par mois) soit un coût de plus de 150 000 € à la centrale syndicale, depuis sa démission de janvier 2015,.
Début septembre 2015, Thierry Lepaon sort un livre, intitulé La vie continue (aux éditions Le Cherche Midi). Dans cet ouvrage, il apporte son témoignage sur les dernières affaires de la CGT, dont le scandale qui l'a poussé à la démission de son mandat de secrétaire général. Il y révèle avoir songé à mettre fin à ses jours lors de cette période.

## Fonctions interministérielles
Le 14 avril 2016, Le Canard enchaîné annonce que Thierry Lepaon va être nommé à la présidence de l'Agence nationale de lutte contre l'illettrisme par le gouvernement Manuel Valls (2), cette agence, présidée bénévolement depuis l'an 2000 par Marie-Thérèse Geffroy, devant être refondue pour l'occasion et renommée « Agence de la langue française », afin que son président puisse être rémunéré. Le 6 juin 2016, le Premier ministre, Manuel Valls, le charge de « préfigurer » cette agence,. Par décret du 16 février 2017, Thierry Lepaon est nommé délégué interministériel à la langue française pour la cohésion sociale.
Par décret du 11 mars 2019, le président de la République, Emmanuel Macron, nomme au tour extérieur Thierry Lepaon inspecteur général de la jeunesse et des sports de première classe.